# Huicheng, Xinhui
Huicheng (kinesiska: 会城) är ett stadsdelsdistrikt i sydöstra Kina. Det ligger i stadsdistriktet Xinhui i staden Jiangmen i provinsen Guangdong, omkring 72 kilometer söder om provinshuvudstaden Guangzhou. Antalet invånare är 385 177. Befolkningen består av 191 600 kvinnor och 193 577 män. Barn under 15 år utgör 14,0 %, vuxna 15-64 år 77 %, och äldre över 65 år 8,0 %.